# Carl Fornander
Carl Alfred Fornander, född 9 april 1838 i Kalmar, död 19 april 1912 i Söderhamn, var en svensk ingenjör.  Han var bror till Henrik Fornander.
Fornander blev elev vid Chalmerska slöjdskolan 1855 och erhöll avgångsexamen 1858. Han blev ritare vid Jonsereds mekaniska verkstad och gjuteri samma år, anställdes såsom arbetare i Kingston upon Hull, England, 1860, var ritare vid Nyköpings Mekaniska Verkstad 1862–1865; verkmästare vid Furudals bruk 1865–1867, ingenjör vid Bergvik och Ala AB 1867–1869, konstruktör vid Gjuteri-bolaget Jäderberg & Aspenberg i Söderhamn 1869–1872, verkstadsföreståndare i Björneborg och Åbo 1872–1883, konstruktör vid Bergsunds Mekaniska Verkstads AB 1883–1887 och vid Söderhamns Verkstads och Varvs AB från 1887. 
Fornander uppfann och erhöll patent för en maskin för tillverkning av nitnaglar, en vagn för fasthållande av timmer under sågningen, friktionskoppling för axlar och remhjul, mekanisk lyftning av tyngdvalsar för cirkelsågar och automatisk cirkelsåg för kapning av sågavfall till önskade längder.